# Treia (Marken)
Treia ist eine italienische Gemeinde mit 9033 Einwohnern (Stand 31. Dezember 2023) in der Provinz Macerata in den Marken.

## Lage
Treia liegt etwa 11 Kilometer westnordwestlich von Macerata nördlich des Potenzatales und ist Teil der Comunità montana Alte Valli del Potenza e Esino. Außerdem ist die Gemeinde Mitglied der Vereinigung I borghi più belli d’Italia (Die schönsten Orte Italiens).

## Geschichte
Bis 1790 lautete der Name des Ortes Montecchio. Papst Pius VI. erhob den Ort zur Stadt (Città) und gab ihr den historischen Namen Treia der antiken Vorgängersiedlung.
Nach dem Kriegseintritt Italiens im Juni 1940 errichtete das faschistische Regime in Treia ein Internierungslager (campo di concentramento). Das Lager befand sich in der im Ortsteil Passo di Treia gelegenen Villa Spada, auch Villa La Quiete genannt.
Es handelte sich um ein Frauenlager; die Internierten waren neben Polinnen und Russinnen vor allem Französinnen und Engländerinnen; ab 1942 kamen Jugoslawinnen hinzu. Am 1. August 1940 zählte das Lager 37 Insassinnen, wovon 15 jüdisch waren.
Das Landhaus wies viele Mängel auf; z. B. gab es dort nur eine Kaltwasserbadewanne und ein Waschbecken für über 40 Frauen; das Dach war undicht. Über die Schweizer Gesandtschaft in Rom intervenierten das Internationale Komitee vom Roten Kreuz (IKRK) und das britische Foreign Office mehrmals bei den italienischen Behörden, um eine Verbesserung der Internierungsbedingungen zu erreichen. Da jedoch der Besitzer sich weigerte, die Reparatur- und Renovationskosten zu übernehmen, wurden die Internierten im Dezember 1942 kurzerhand nach Petriolo verlegt.

## Verkehr
Südlich der Ortschaft Treia, aber noch innerhalb der Gemeindegrenzen verläuft die Strada Statale 361 Septempedana.

## Söhne und Töchter der Gemeinde
- Ilario Altobelli (1560–1637), Astronom und Theologe
- Luigi Lanzi (1732–1810), Jesuit und Archäologe
- Francesco Ansaldo Teloni (1760–1846), katholischer Geistlicher, Bischof von Macerata und Tolentino